# Fagetalia sylvaticae
Fagetalia sylvaticae er en plantesociologisk orden, som omfatter størstedelen af de europæiske løvskove. Den inddeles i følgende plantesamfund:
- Fagion sylvaticae – Bøge og bøgeblandingsskove
- Carpinion betuli – Avnbøgeskove
- Alno-Ulmion – Elle-Elmeskove